# Сигнахи
Сигнахи (на грузински: სიღნაღი) е малко градче в Грузия, административен център на Сигнахски район в областта Кахетия. Център е на Бодбийска епархия. Предполага се, че името му произлиза от турската дума sığınak, означаваща укритие. Основното застрояване на града става през 18 и 19 век, а началото му започва при кахетинския цар Ираклий II. През 2007 г. започва работа по превръщането на града в лице на грузинския туризъм и днес това е едно от най-посещаваните места в страната.

## История
За историята на града се знае много малко. Понякога го наричат древен, въпреки че е създаден през втората половина на 18 век, по времето на цар Ираклий II, предполагаемо през 1772 година. Съществува и друга версия, според която Сигнахи възниква след като през 1264 г. монголите разрушават град Хорнабуджи и икономическият живот се премества малко на запад от унищожения град.
Всъщност не е ясно нито кога точно е построен градът, нито защо е избрано такова необичайно място за разположението му – високо в планината. Има предположение, че е създаден за защита от набезите на лезгинците, а според някои легенди, в него се заселват арменци, които поставят основите на града.
При неотдавнашни разкопки е установено, че преди изграждането на днешен Сигнахи, на неговото място е съществувало древно селище – неголямо селце, името на което е неизвестно, тъй като не е съхранено в нито един исторически документ.
След като е построена крепостта, започва изграждането и заселването на самия град. Сигнахи започва бурно да се развива и става богато и проспериращо селище, в което живеят много търговци и занаятчии. За това развитие много спомага факта, че през територията му преминават няколко търговски пътя.
През 1812 година, по време на Кахетинското въстание, в крепостта е разположен военен гарнизон. Въстаналите кахетинци избиват всички, но не е ясно къде и какво е отбранявал гарнизонът – дали крепостните стени или някой храм. Загиналите са погребани някъде около единия от храмовете и над тях е насипан курган, който все още е бил различим в средата на 19 век.

## Население
През 1989 година градът е населен с 3100 жители, през 2002 се отчита намаление до 2100 души, след което тенденцията на спад е прекъсната и през 2014 то се повишава до 1485 души.

## Градска среда
Сигнахи е построен в планината и в план изглежда като октопод, разперил пипалата си по 5 от хребетите. Улиците са стръмни, а парцелите – терасирани. Архитектурата на сградите е еднаква, издържана в стила на южноиталианския класицизъм и напомня тази на малките италиански планински градчета. Покривите са покрити с червени керемиди, но изпълнението е по грузински маниер. Сградите са строени от тънки грузински тухли и много от тях имат традиционните резбовани дървени балкончета.
Благодарение на държавна програма, започната още през 2007 година, градът се превръща в цивилизован европейски център на туризма и виното. Построени са множество скъпи хотели, евтини хостели и ресторанти за всеки вкус и бюджет. По количеството на хотели градчето заема трето място в страната след Тбилиси и Батуми.
В центъра му е разположен паркът „9 април“, наречен така в чест на Деня на независимостта на Грузия и в памет на жертвите, загинали в Тбилиси през 1989 година. От едната му страна се намира площад „Соломон Додашвили“, а от другата – площад „Давид Строителят“. В парка е поставен паметник на Соломон Додашвили, грузински писател, просветител и философ от 19 век. Една от страните на парка завършва с тераса, на която е разположен Краеведческият музей. В нейната основа е разработен мемориал, на който са изредени имената на жителите на Сигнахски район, загинали по време на Втората световна война.
Една от характерните черти на града е изобилието от скулптурни фигури на открито. Някои от тях имат приказен облик и са изваяни в интересен, модернистичен стил. Лекарят на магаре, бързащ към пациент, е създаден по картина на Пиросмани. Други фигури са дама с дете на ръце, придружена от куче, момиченце, качено на стол и с букет цветя в ръце, тамада̀, който се приготвя за тост и много други.
В центъра на града е издигнат паметникът на Вано Сараджишвили, оперен певец, киноактьор, основател на грузинската опера и гордост за страната си. Неговото име носи най-добрата консерватория в Тбилиси, в която учат талантливи певци и музиканти.
На площад „Додашвили“ се намират централният градски хотел „Сигнахи“, елитният „Кабадони“ и тревна площ, носеща гръмкото название Британски парк. На другия площад, „Давид Строителят“, са разположени кметството и театърът. На същия площад, зад редица от дървета, се намира и Градският краеведчески музей.
На една от улиците, тръгващи от площад „Додашвили“ надолу по склона, е разположено най-известното кафене в града, което е изпълнено на тераси и предлага изглед към Алазанската долина. В него са снимани няколко сцени от филма „Любов с акцент“.
От двата споменати площада надолу тръгват „парадните“ улици на града – „Костава“ и „Лалашвили“. Те стигат до площад „Ираклий II“, където са ситуирани сградата на казиното и Дворецът на бракосъчетанията, комбиниран с туристически информационен център. В центъра му е поставен фонтан, в средата на който, на пиедестал се издига голяма квеври, върху която е стъпил елен. Площадът изпълнява функцията на автогара, където пристигат маршрутките от Тбилиси и таксиметровите шофьори чакат клиентите си.
Дворецът на бракосъчетанията е посещаван от всички краища на страната, тъй като е отворен 24 часа, 7 дни в седмицата. В него брачната церемония може да се извърши през деня или през нощта, всеки ден и всеки месец от годината. Предварително не се подават никакви документи, не се чака за дата и час, а подписването става веднага. Това е причината Сигнахи да бъде наричан „Град на любовта“.
- Скулптури в града
- Дама с дете и куче
- Лекар на магаре
- Момиченце на стол с цветя
- Соломон Додашвили
- Мемориалът на падналите през Втората световна война

От „Ираклий II“ започва улица „Бараташвили“, на която се намират сградата на полицията и магазинът „Populi“, със скромни размери и асортимент. Улицата продължава нагоре по склона и преминава в пътя за Тбилиси, който е и официалният вход към града. На същата улица се намира старата винарна с поетичното име „Сълзите на фазана“, комбинирана с музей на виното.
Единствената улица, навлизаща в периметъра, ограден от крепостните стени, е „Горгосали“ На нея е изграден храмът „Св. Георги“, а отбранителната кула до него е превърната в камбанария. Улицата се спуска надолу и, излизайки извън крепостната стена, преминава в междуградския път за Цнори.

## Крепост
Крепостта на Сигнахи е изключително необичайна. Това е периметър, ограден с високи крепостни стени с обща дължина 4,5 km, три от които вървят по билото на хребета, а четвъртата, северната, навлиза дълбоко в дефилето. Стените са двуетажни, като първият етаж е неизползваем, а на втория са разположени отбранителните елементи. Пред тях е оформена широка бойна пътека.
В план крепостта представлява неправилен многоъгълник, във всеки ъгъл на който е издигната по една многоетажна, цилиндрична кула. През определено разстояние, между ъгловите кули, са построени още допълнителни, също цилиндрични отбранително кули. Общият им брой е 28, всички са съхранени много добре и са гордост за града.
Територията на крепостта някога е заемала 40 ha и всички отбранителни съоръжения са били разположени така, че всяка точка извън периметъра, да може да бъде подложена на кръстосан огън. Според легендите, много пъти са правени опити тя да бъде превзета, но всички са безуспешни.
Крепостта е била снабдена със 7 или 8 изхода. Особено красива и живописна е съхранената главна порта на крепостта. Въпреки почтената си възраст, това съоръжение е достигнало до нас прекрасно запазено. Някога портата е служела като вход към крепостта, а днес се намира в центъра на старата градска част. До нея е изградена висока стълба, по която може да се достигне върха на крепостната стена. В чертите на крепостта са построени няколко десетки жилищни сгради и църквата „Св. Георги“.

## Църкви
Средновековните храмове в града са три и през 2016 г. всички са в процес на реставрация. Църквата „Свети Георги“ е най-големият храм в Сигнахи и символ на града. Представлява голяма тухлена базилика, изградена край крепостната стена. Една от кулите на стената е надстроена и превърната в камбанария. Построена е през 1793 година и в началото е била арменска. Дълго време е била закрита, но скоро е ремонтирана и предадена на Грузинската православна църква.
Втората църква се намира в най-високата точка на града и носи името „Свети Стефан“. Самият храм е съвсем малък и твърде необичаен, а за историята на изграждането му не се знае нищо. Но все пак, тъй като е построен в развалините на друга от кулите, това би могло да се случи или в самия край на 18, или в началото на 19 век. Построена е директно вътре в кулата на крепостната стена и край нея допълнително е издигната камбанария. Има стъпала за изкачване на върха на камбанарията, където е поставен платен бинокъл за наблюдения.

## Култура
Представител на обектите на културата в града е Краеведческият музей, съвместил в себе си етнографска сбирка и художествена галерия. Сградата е нова, а музеят е един от най-добре организираните и с един от най-добрите дизайни в страната. Има два основни раздела – Археология и Живопис.
На първия етаж е организирана археологическата сбирка. Представени са керамични изделия от различни епохи, бронзови кинжали, саби със странна форма и много други.
На втория етаж се намира колекцията от картини, разположени в две отделни зали – на Нико Пиросмани и Ладо Гудиашвили. В залата на Пиросмани са изложени около 15 – 20 картини и това е втората по големина сбирка от негови произведения в страната.

## Икономика
Най-забележителното предприятие в града е винарната „Сълзите на фазана“, основана от американския художник Джон Уардеман, който се заселва в Грузия през 1990-те. Днес компанията произвежда около 150 000 бутилки вино годишно и извършва експорт в 15 страни. Напитката се произвежда в специални глинени съдове, наречени квеври. Като правило, в Грузия това вино не се предлага на свободна продажба, а с него се зареждат само ресторантите и питейните заведения.

## Крайградски забележителности
На 2 km от града, в село Бодбе, се намира манастирът „Света Нино“. В него е разположен катедралният събор „Свети Георги“, който представлява безкуполна базилика, център на Сигнахска епархия. В него са короновани няколко от кахетинските царе, а според легендите персийският шах Абас I Велики присъства там на коронацията на Теймураз I. Това не му пречи обаче, след известно време да разруши събора. В южната част на манастира се намира гробът на света Нино, ограден с метална решетка.
По същия път, но на 7 km, в село Тибаани е храмът „Свети Стефан Хирсели“.
Близо до Тибаани е разположено село Мирзаани, където е роден Нико Пиросмани и в което е организиран негов музей.
Близо до него се намира село Озаани, на 3 km от което, в гората, през 10 век е издигнат храмът на селото.

## Любопитно
През 2012 излиза руският филм „Любов с акцент“, състоящ се от 5 самостоятелни новели, чието действие се развива в Грузия. Една от тях е снимана в Сигнахи. Част от снимките са направени в Краеведческия музей.

## Личности

### Родени
- Георгий Лианозов (1835 – 1907) – руски промишленик, меценат, председател на Руското нефтопромишлено общество
- Геворк Башинджагян (1857 – 1925) – арменски живописец, основоположник на арменския реалистичен пейзаж
- Вано Сараджишвили (1879 – 1924) – грузински оперен певец, лирико-драматичен тенор
- Мери Накашидзе (1914 – 1986) – грузинска оперна певица, лирико-колоратурен сопран
- Бидзина Квернадзе (1928 – 2010) – грузински композитор и музикален педагог

### Починали
- Отар Чиладзе (1933 – 2009) – грузински писател, поет и драматург

- Площад „Ираклий II“
- Улица „Бараташвили“
- Хотел „Сигнахи“